# الیزابت چای واشارهی
الیزابت چای واشارهی (انگلیسی: Elizabeth Chai Vasarhelyi؛ زادهٔ ۱۹۷۰/۱۹۸۰) مستندساز اهل ایالات متحده آمریکا است. از آثار او می‌توان به انفرادی آزاد (۲۰۱۸) اشاره کرد.